# Quận của tỉnh Eure-et-Loir
4 quận của tỉnh Eure-et-Loir gồm:
1. Quận Chartres, (tỉnh lỵ của tỉnh Eure-et-Loir: Chartres) với 11 tổng và 162 xã. Dân số của quận này là 184.687 người năm 1990, 194.340 người năm 1999, tăng trưởng dân số là 5.23%.
2. Quận Châteaudun, (quận lỵ: Châteaudun) với 5 tổng và 80 xã. Dân số của quận này là 56.696 người năm 1990, và 56.886 người năm 1999, tăng trưởng dân số là 0.34%.
3. Quận Dreux, (quận lỵ: Dreux) với 9 tổng và 109 xã. Dân số của quận này là 118.887 người năm 1990, và 120.298 người năm 1999, tăng trưởng dân số là 1.19%.
4. Quận Nogent-le-Rotrou, (quận lỵ: Nogent-le-Rotrou) với 4 tổng và 52 xã. Dân số của quận này là 35.803 người năm 1990, và 36.141 người năm 1999, tăng trưởng dân số là 0.94%.